# پارک چول-مین
پارک چول-مین (انگلیسی: Park Chul-min؛ زادهٔ ۱۸ ژانویهٔ ۱۹۶۷) بازیگر، بازیگر سینما، و بازیگر تلویزیون اهل کره جنوبی است. از فیلم‌ها یا مجموعه‌های تلویزیونی که وی در آن نقش داشته‌است می‌توان به عشق در مهتاب، فرمانروای نقابدار، آیینه جادوگر عملیات کرومیت، انتقام‌گیر، مثل یک تیم، بدون تنفس و جادوگر چوسان اشاره کرد.